# Mesas de Agua Fría
Mesas de Agua Fría är en ort i Mexiko.   Den ligger i kommunen Arroyo Seco och delstaten Querétaro Arteaga, i den centrala delen av landet, 240 km norr om huvudstaden Mexico City. Mesas de Agua Fría ligger 738 meter över havet och antalet invånare är 196.
Terrängen runt Mesas de Agua Fría är kuperad åt nordost, men åt sydväst är den bergig. Mesas de Agua Fría ligger nere i en dal. Runt Mesas de Agua Fría är det glesbefolkat, med 17 invånare per kvadratkilometer. Närmaste större samhälle är San Diego, 17,5 km öster om Mesas de Agua Fría. I omgivningarna runt Mesas de Agua Fría växer huvudsakligen savannskog.